# Marmosini
Marmosini Reig, Kirsch & Marshall, 1985 è una tribù di Marsupiali della famiglia Didelphidae, comunemente chiamati opossum topo (mouse opossums).

## Descrizione
I Marmosini sono molto variabili da specie a specie per dimensione. La lunghezza della testa e del corpo può variare da 60 mm ad oltre 200 mm. La coda, che è completamente prensile, può misurare da 100 mm a 281 mm; solitamente essa supera in lunghezza il corpo.
La formula dentaria dei Marmosini è:
- | Formula dentaria                             |   |   |   |   |   |   |   |
| Arcata superiore                             |   |   |   |   |   |   |   |
| 4                                            | 3 | 1 | 5 | 5 | 1 | 3 | 4 |
| 4                                            | 3 | 1 | 4 | 4 | 1 | 3 | 4 |
| Arcata inferiore                             |   |   |   |   |   |   |   |
| Totale: 50                                   |   |   |   |   |   |   |   |
| Dentizione dei Marmosini                     |   |   |   |   |   |   |   |
| 1.Incisivi; 2.Canini; 3.Premolari; 4.Molari; |   |   |   |   |   |   |   |

## Distribuzione e habitat
I Marmosini sono presenti in America Centrale e Meridionale, dallo stato del Veracruz, in Messico fino al centro dell'Argentina, con alcune specie che vivono anche sopra i 3.000  mslm.

## Tassonomia
Secondo Voss & JAnsa (2009), la tribù Marmosini include 3 generi:
- Marmosa
- Monodelphis
- Tlacuatzin

In precedenza, molti più generi erano assegnati alla tribù Marmosini: Gracilianus, Marmosa, Marmosops, Micoureus, Monodelphis e Thylamys.